# Krigsåret 1797

## Pågående krig
- Franska revolutionskrigen (1792-1802)[1], andra koalitionskriget (1798-1801) 
  - Frankrike med flera på ena sidan
  - Österrike, Storbritannien, Ryssland med flera på andra sidan

- Indiankrigen (1622-1918)
  - Diverse stater i Amerika på ena sidan
  - Diverse indainstammar på andra sidan

## Händelser

### Februari

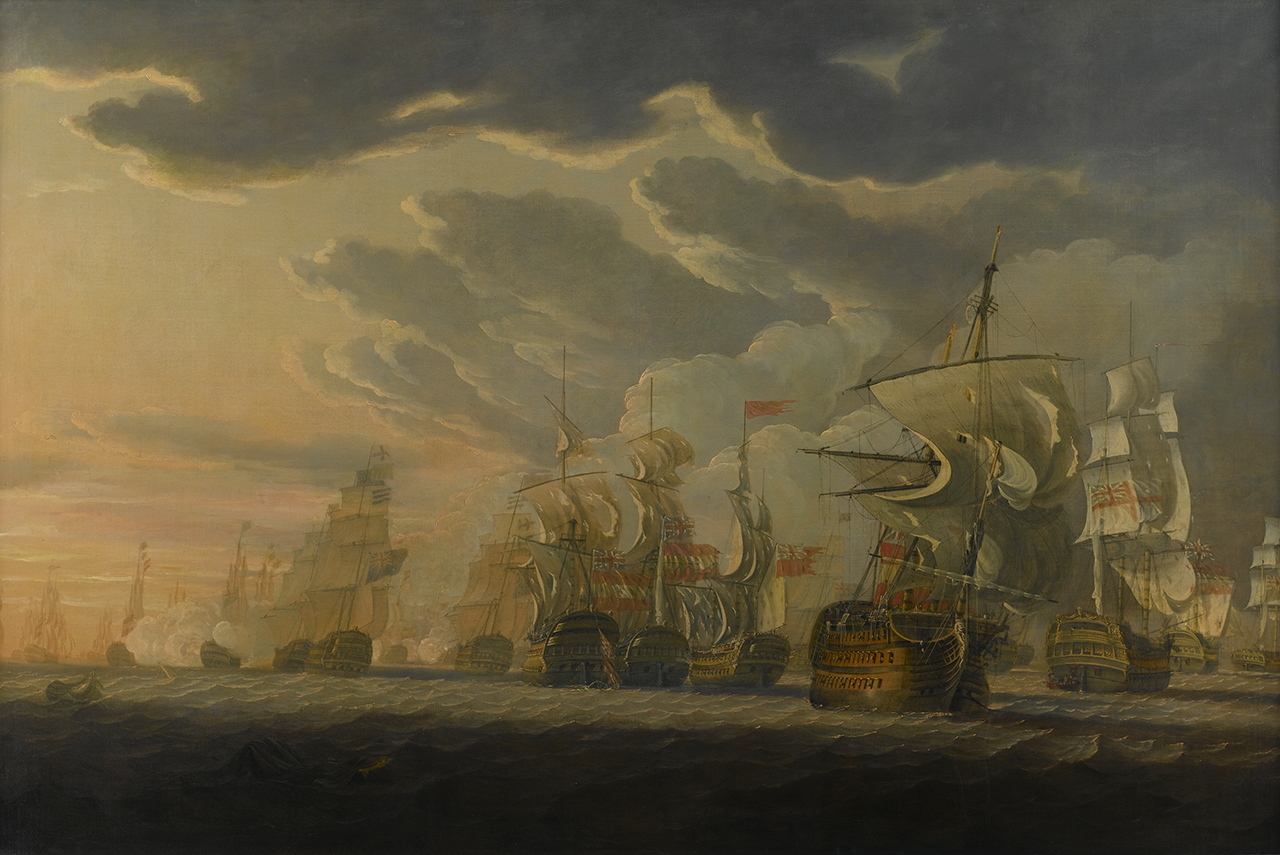
Slaget vid Kap Sankt Vincent

- 14 - Storbritannien slår Spanien i Slaget vid Kap Sankt Vincent.

### Oktober
- 17 - Freden i Campo Formio sluts mellan Frankrike och Österrike.

## Födda
- 6 februari – Joseph von Radowitz, preussisk general.

## Avlidna
- 21 augusti – Dagobert Wurmser, österrikisk fältmarskalk.
- 3 december – Jeffrey Amherst, 1:e baron Amherst, brittisk fältmarskalk.
- 25 december – Carl Tersmeden, svensk amiral.

### Fotnoter
1. ↑  ”World Statesmen”. http://www.worldstatesmen.org/WARS.html. Läst 28 juni 2011.